# Регион Гамбела
Регион Гамбела је један од етничких региона Етиопије. Главни град региона је Гамбела. Најбројније етничке групе региона су нилско-сахарски народи Нуер (46,65%) и Ануак (21,17%). Већинска религија је протестантизам, који практикује 70% становништва, а знатан је и број православних хришћана (16,8%).